# 1978
1978 fue un año común comenzado en domingo según el calendario gregoriano.

Según el horóscopo chino, 1978 fue el Año de caballo.

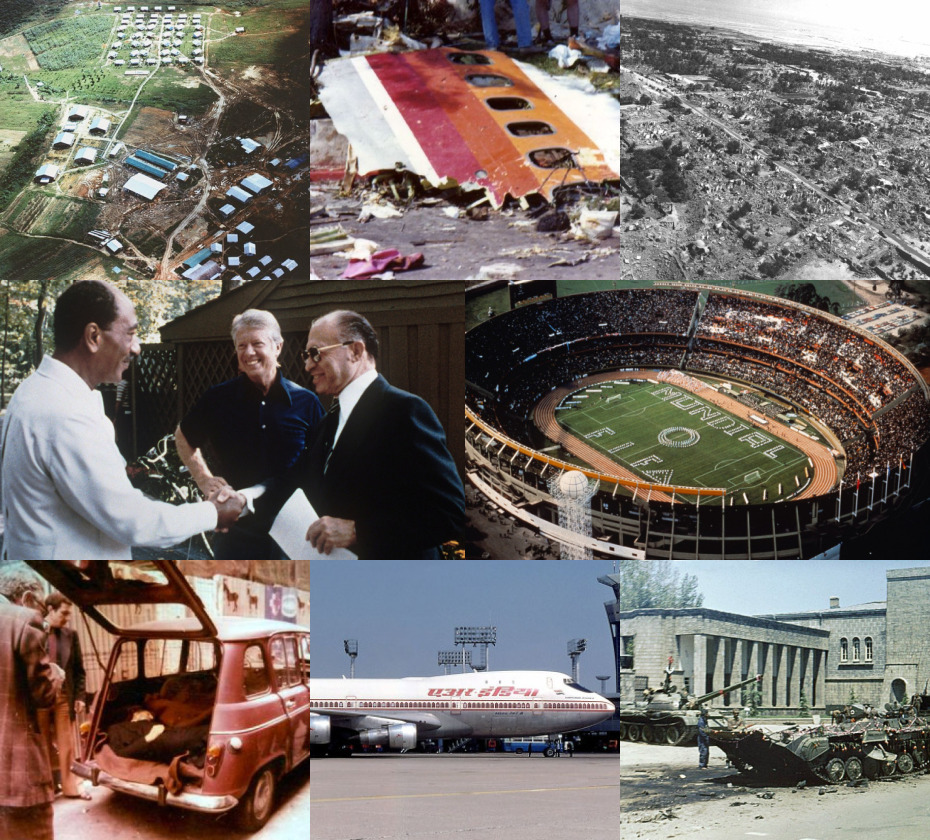
En el sentido de las agujas del reloj desde arriba a la izquierda: ocurre la masacre de Jonestown, que dejó 909 personas muertas; El vuelo 182 de PSA choca con una avioneta privada Cessna 172, matando a 146 personas; un terremoto en Tabas mata a unas 25.000 personas; la Copa Mundial de fútbol de 1978 se lleva a cabo en Argentina, cuya selección ganó el torneo; En Afganistán la Revolución de Saur marca el final del poder de la Dinastía Barakzai después de 152 años; El vuelo 855 de Air India se estrelló a unos 3 km (1,9 millas) de la costa de Bandra, matando a todos los pasajeros y la tripulación a bordo; el expresidente italiano Aldo Moro es secuestrado y asesinado por las Brigadas Rojas; Se firman los Acuerdos de Camp David entre Israel y Egipto con mediación de Estados Unidos.

## Acontecimientos

### Enero
- La OMS declara oficialmente la erradicación de la viruela.
- 1 de enero: cerca de Bombay (India), el vuelo 855 de Air India, un Boeing 747 de pasajeros se estrella en el océano. Mueren 213 personas.
- 4 de enero: en Londres es asesinado Said Hammami, representante de la OLP (Organización para la Liberación de Palestina).
- 4 de enero: en la RFA finaliza la investigación que prueba que la empresa estadounidense Lockheed sobornó a los gobiernos de Alemania, Italia, Japón y los Países Bajos.
- 4 de enero: Augusto Pinochet gana el plebiscito nacional en Chile.
- 10 de enero: en Managua (Nicaragua) la dictadura somocista asesina a Pedro Joaquín Chamorro Cardenal, director y propietario del diario opositor La Prensa.
- 14 de enero: en Japón, un terremoto de 7,0 deja 29 muertos y 211 heridos.
- 15 de enero: se realiza el referéndum en Ecuador.
- 18 de enero: la Corte Europea de Derechos Humanos declara al Gobierno del Reino Unido culpable de malos tratos a los prisioneros norirlandeses, aunque no se pueden probar los casos de tortura.
- 25 a 27 de enero: en Estados Unidos, una gran tormenta se abate sobre la región del valle de Ohio y de los Grandes Lagos, dejando un saldo de 70 muertos.

### Febrero
- 2 de febrero: en la España posfranquista, el Gobierno democrático rinde homenaje a los republicanos españoles asesinados por los nazis alemanes en el campo de concentración de Mauthausen (Austria).
- 4 de febrero: en Nicaragua, el Frente Sandinista de Liberación Nacional expulsa al dictador Anastasio Somoza y anuncia la Revolución sandinista.
- 5 de febrero: en Costa Rica, Rodrigo Carazo ―candidato de una coalición socialdemócrata― vence en las elecciones presidenciales.
- 7 de febrero: el FMI concede un crédito de 300 millones de dólares al Reino de España.
- 7 de febrero: en España se rompe el consenso sobre la Constitución. El PSOE (Partido Socialista Obrero Español) abandona la ponencia.
- 9 de febrero: en Madrid (España), la española Carmen Conde entra en la Real Academia Española, convirtiéndose en la primera mujer que forma parte de esta institución.
- 10 de febrero: en las aguas del río Paraguay naufraga la lancha Miriam Adela; fallecen 113 personas.
- 11 de febrero: en China se levanta la prohibición sobre las obras de Aristóteles, Shakespeare y Charles Dickens.
- 12 de febrero: en el Paraguay, el tirano Alfredo Stroessner es reelegido «presidente».
- 14 de febrero: el líder separatista canario Antonio Cubillo participa en una reunión de la OUA (Organización para la Unidad Africana).
- 15 de febrero: en Rodesia (actual Zimbabue), colonos e indígenas acuerdan crear un parlamento de mayoría negra.
- 18 de febrero: en Tabriz (Irán), el ejército ataca a un grupo de manifestantes civiles desarmados.
- 19 de febrero: en la España posfranquista se despenaliza el adulterio y el «amancebamiento».
- 19 de febrero: en España, un incendio destruye El Pazo de Meirás (la residencia de verano de la familia del exdictador Francisco Franco).
- 21 de febrero: en la Ciudad de México se hallan ruinas pertenecientes a Tenochtitlán en el zócalo capitalino tras la excavación de la compañía de luz y fuerza. Por igual fue descubierto un monolito de la diosa lunar Coyolxauhqui.
- 24 de febrero: en Madrid (España) renuncia Enrique Fuentes Quintana, vicepresidente segundo y ministro de Economía. Adolfo Suárez aprovecha esta circunstancia para realizar otros cambios en el Gabinete formado hace un año.
- 25 de febrero: en la aldea de Sa Pereira, 72 km al oeste de la ciudad de Santa Fe (Argentina), se registra la segunda mayor tragedia ferroviaria del país: 55 muertos.
- 26 de febrero: en Colombia se realizan las elecciones legislativas.

### Marzo

Número de la Línea 2 del Metro de Santiago.

- 1 de marzo: en Suiza, unos delicuentes roban el cadáver del actor Charlie Chaplin.
- 3 de marzo: el boxeador español Alfredo Evangelista se proclama campeón de Europa del peso pesado.
- 5 de marzo: en Guatemala, Fernando Romeo Lucas García es elegido presidente.
- 6 de marzo: en Lawrenceville (Estados Unidos), el asesino serial racista Joseph Paul Franklin intenta asesinar al editor Larry Flynt por haber publicado una foto interracial en la revista porno Hustler.
- 7 de marzo: en Argentina, en la localidad cordobesa de Morteros, un tornado F4, deja 6 muertos, más de 200 heridos y destruye el poblado.
- 12 de marzo: se realiza la primera vuelta de las elecciones legislativas francesas.
- 12 de marzo: en El Salvador se realizan las elecciones legistlativas y municipales.
- 16 de marzo: en Francia, el petrolero estadounidense Amoco Cádiz encalla frente a la costa de Bretaña, causando una marea negra.
- 17 de marzo: el presidente boliviano Hugo Banzer rompe relaciones diplomáticas con Chile tras fracasar las negociaciones entre ambos países acerca de la mediterraneidad de Bolivia.
- 19 de marzo: en Francia se realiza la segunda vuelta de las elecciones legislativas francesas.
- 31 de marzo: en Santiago de Chile se inaugura el primer tramo de la Línea 2 del Metro de Santiago desde Los Héroes hasta Franklin.

### Abril
- 2 de abril: en Estados Unidos, la cadena de televisión CBS empieza a transmitir la serie "Dallas".
- 5 de abril: en Argel, autoridades españolas realizan un intento de asesinato a Antonio Cubillo.
- 7 de abril: en Madrid, Carmen Franco Polo (hija del fallecido dictador Francisco Franco), es retenida en el Aeropuerto de Barajas al serle descubierto un contrabando de monedas de oro, relojes y brillantes que no había declarado, cuando intentaba acceder a un vuelo con destino a Suiza.
- 11 de abril: en Chile, es introducida la televisión a colores bajo la norma NTSC.
- 13 de abril: en el centro de la ciudad de Rosario, la dictadura cívico-militar argentina secuestra y desaparece al abogado defensor montonero Eduardo Héctor Garat (32).
- 22 de abril: en París, el tema A-ba-ni-bi de Izhar Cohen & Alphabeta ganan por Israel la XXIII Edición de Eurovisión.

### Mayo
- 8 de mayo: en Costa Rica, el socialdemócrata Rodrigo Carazo se convierte en presidente.
- 9 de mayo: en Roma (Italia), Aldo Moro es asesinado por el grupo terrorista Brigadas Rojas, tras pasar varios meses secuestrado.
- 10 de mayo: el Liverpool británico se proclama campeón de la Copa de Europa de fútbol, después de derrotar al Brujas por 1-0. Por su parte, el PSV Eindhoven logra la Copa de la UEFA, tras vencer por 3-0 al equipo francés del Bastia.
- 10 de mayo: en México se emite por primera vez el programa de televisión de entrevistas Aquí Nos Toco Vivir con Cristina Pacheco a través del 11 (XEIPN-TV).
- 14 de mayo: en Alto Volta se realiza la primera ronda de las elecciones presidenciales.
- 16 de mayo: en República Dominicana, Antonio Guzmán es elegido presidente.
- 19 de mayo: en Cuba se crea el área protegida de Jobo Rosado con la presencia del comandante de la Revolución Guillermo García Frías.
- 20 de mayo: Estados Unidos lanza su sonda Pioneer Venus a Venus.
- 29 de mayo: en la localidad de Panzós (Guatemala), el ejército ametralla una manifestación pacífica de indígenas maya kekchís (masacre de Panzós).

### Junio
- 1 de junio: Inauguración de la 11.ª edición de la Copa Mundial de Fútbol de 1978 en Argentina.
- 4 de junio: en Colombia, Julio César Turbay Ayala es elegido presidente.
- 12 de junio: en Japón, un terremoto de 7,7 y un tsunami dejan 28 muertos y 1.300 heridos en la prefectura de Miyagi.
- 15 de junio: en Roma (Italia) dimite el presidente Giovanni Leone, acusado de fraude fiscal por cobrar sobornos de la empresa estadounidense Lockheed (en el que estuvieron implicados los gobiernos de Alemania Occidental, Japón y los Países Bajos).
- 15 de junio: se crea el CARI (Consejo Argentino para las Relaciones Internacionales).
- 19 de junio: en 49 periódicos de Estados Unidos se publica la primera historieta de Garfield.
- 20 de junio: Un terremoto de 6,5 sacude la ciudad de Salónica en Grecia matando a 49 personas.
- 24 de junio: Pablo VI emite el Breve apostólico SERAPHICUS PATRIARCHA con la cual se aprueba la regla de la Orden Franciscana Seglar (antiguamente conocida como Tercera Orden Franciscana).
- 25 de junio: en Buenos Aires (Argentina) finaliza la Copa Mundial de Fútbol de 1978 y la local Argentina se corona por primera vez campeona al derrotar 3-1 a Países Bajos.
- 26 de junio: se estrella un DC-9 de Air Canada al despegar: mueren a 2 de las 107 ocupantes.

### Julio
- 1 de julio: en Guatemala, Fernando Romeo Lucas García, asume a la presidencia.
- 7 de julio: las islas Salomón se independizan del Imperio británico.
- 8 de julio: Sanfermines de 1978, trágicos sucesos donde la policía española entra en la plaza de toros de Pamplona, iniciándose unos incidentes que marcarían la transición en Navarra.
- 8 de julio: en Italia, Sandro Pertini asume a la presidencia.
- 9 de julio: en Bolivia se celebran elecciones presidenciales.
- 11 de julio: en San Carlos de la Rápita (España) sucede el accidente de los Alfaques, con 217 muertos.
- 13 de julio: en Rusia un científico llamado Anatoli Bugorski metió su cabeza en un acelerador de partículas por accidente y sobrevivió.
- 16 de julio: Jaime Roldós gana la primera vuelta de las elecciones en Ecuador.
- 21 de julio: en Bolivia, Hugo Banzer es derrocado por un golpe de Estado militar.
- 25 de julio: en Reino Unido nace Louise Brown la primera bebé probeta.
- 25 de julio: en el Cerro Maravilla (Puerto Rico) son asesinados dos jóvenes miembros del movimiento independentista contra la invasión estadounidense.
- 26 de julio: en Madrid (España), la policía arresta a doce miembros del GRAPO.
- 26 de julio: en La Habana (Cuba) se inaugura la emisora Radio Ciudad de La Habana.
- 28 de julio: en Perú, se instala la Asamblea Constituyente de ese año, la cual fue la décima Asamblea Constituyente en el país convocada por el gobierno del general Francisco Morales Bermúdez, para facilitar el retorno de la democracia, tras una década del autollamado Gobierno Revolucionario de las Fuerzas Armadas.

### Agosto
- 6 de agosto: en el Palacio de Castel Gandolfo (Italia) fallece el papa Pablo VI.
- 7 de agosto: en Bogotá (Colombia), Julio César Turbay toma posesión como presidente.
- 8 de agosto: en Honduras, Juan Alberto Melgar Castro es derrocado por un golpe de Estado militar.
- 13 de agosto: en el condado de Santa Bárbara (estado de California), se registra un terremoto de 5,6 que deja 65 heridos.
- 16 de agosto: en la República Dominicana, Antonio Guzmán asume la presidencia.
- 25-26 de agosto: en la Ciudad del Vaticano tiene lugar el cónclave para elegir un nuevo pontífice tras la muerte del papa Pablo VI.
- 26 de agosto: en la Ciudad del Vaticano, el cardenal Albino Luciani es elegido papa con el nombre de Juan Pablo I.
- 31 de agosto: en el área de pruebas atómicas de Nevada (a unos 100 km al noroeste de la ciudad de Las Vegas), a las 6:00 (hora local), Estados Unidos detona a 681 m bajo tierra su bomba atómica Panir, de 8 kilotones. Es la bomba n.º 913 de las 1129 que Estados Unidos detonó entre 1945 y 1992.
- En agosto: en Bogotá (Colombia) se inaugura la torre Colpatria.

### Septiembre
- 8 de septiembre: en Teherán (Irán), el ejército dispara contra manifestantes, acabando con la vida de 122 personas e hiriendo a varios millares.
- 8 de septiembre: Quito es declarado como primer patrimonio de la humanidad por la UNESCO.
- 12 de septiembre: en Alma Ata (capital de la entonces República Socialista Soviética de Kazajistán) se realiza la Conferencia Internacional de Salud.
- 13 de septiembre: a 388 m bajo tierra, en el Área U12n del Sitio de pruebas atómicas de Nevada (a unos 100 km al noroeste de la ciudad de Las Vegas), a las 7:15 (hora local), Estados Unidos detona su bomba atómica n.º 914, Diablo Hawk, de 8 kt.
- 16 de septiembre: en Irán, un terremoto de 7,4 deja 25.000 muertos y destruye la ciudad de Tabas.
- 17 de septiembre: en Estados Unidos, Israel y Egipto firman los Acuerdos de paz de Camp David.
- 23 de septiembre: en las cercanías de Viedma, Argentina. pilotos chilenos declararon ser trasportados cientos de kilómetros por una extraña luz en la carrera Vuelta a la América del Sud.
- 28 de septiembre: en la Ciudad del Vaticano, el papa Juan Pablo I muere tras sólo 33 días de pontificado.

### Octubre
- 1 de octubre: Tuvalu se independiza del Imperio británico.
- 8 de octubre: en el circuito Gilles Villeneuve, (Canadá) el piloto estadounidense Mario Andretti se proclama campeón de Fórmula 1.
- 9 de octubre: en Valencia se realiza una manifestación por el Estatuto de Autonomía de la Comunidad Valenciana. La quema de la bandera en plaza del Ayuntamiento que supone el nacimiento del blaverismo.
- 11 de octubre en Panamá Arístides Royo asume la presidencia.
- 15 de octubre en Brasil João Figueiredo es elegido nuevo presidente.
- 14-16 de octubre: en la Ciudad del Vaticano tiene lugar el cónclave para elegir un nuevo pontífice tras la muerte del papa Juan Pablo I.
- 16 de octubre: en la Ciudad del Vaticano, el cardenal polaco Karol Wojtyła es elegido papa con el nombre de Juan Pablo II, dando lugar al primer año de los tres papas desde 1605. Es el primer papa polaco y el primero no italiano en 455 años, desde el holandés Adriano VI (1522-1523).
- 16 de octubre en la Ciudad de Guatemala, agentes del Gobierno del general Fernando Romeo Lucas García asesinan en la calle al líder estudiantil Oliverio Castañeda de León (de 23 años).
- 22 de octubre: en Roma, comienza el pontificado de Juan Pablo II.
- 23 de octubre: en Tenerife (islas Canarias) se inaugura el nuevo aeropuerto de Tenerife Sur.
- 26 de octubre: en Barcelona (Cataluña) se publica el primer ejemplar de El Periódico de Cataluña.
- 31 de octubre: en Madrid, las Cortes Generales aprueban la Constitución española de 1978.

### Noviembre
- 3 de noviembre: Dominica se independiza del Imperio británico.
- 18 de noviembre: en Port Kaituma (Guyana) miembros de la secta del reverendo Jim Jones asesina al congresista estadounidense Leo Ryan, tres periodistas y un sectario fugado. Horas después, en la cercana Jonestown (‘la aldea de Jones’) se suicidan más de 900 miembros de la secta (entre ellos 200 niños).
- 18 de noviembre: en España, la Guardia Civil y el CESID detienen a varios militares que tramaban una intentona golpista denominada Operación Galaxia.
- 24 de noviembre: en Bolivia hubo un golpe militar de Estado. El nuevo jefe del país fue el general David Padilla.
- 29 de noviembre: en el estado de Oaxaca, México, se registra un terremoto de 7,8 que deja 9 personas fallecidas así como numerosos daños.

### Diciembre
- 1 de diciembre: en un túnel a 248 metros bajo tierra, en el área U3kn del Sitio de pruebas atómicas de Nevada (a unos 100 km al noroeste de la ciudad de Las Vegas), a las 9:07 (hora local) Estados Unidos detona su bomba atómica Concentration, de 0,6 kt. Es la bomba n.º 920 de las 1129 que Estados Unidos detonó entre 1945 y 1992.
- 2 de diciembre: se realiza en Chile la VII edición del Gran Premio de la Canción Iberoamericana o Festival de la OTI, resultando vencedora la brasileña Denise de Kalafe con el tema "El amor, cosa tan rara".
- 3 de diciembre: en Venezuela, Luis Herrera Campíns es elegido nuevo presidente.
- 6 de diciembre: ratificación de la Constitución Española de 1978 por el pueblo español en referéndum.
- 8 y 9 de diciembre: se efectúa en Chile la primera Teletón en América Latina.
- 9 de diciembre: en Bangkok (Tailandia) comienzan los VIII Juegos Asiáticos.[1]
- 10 de diciembre: Arno Allan Penzias y Robert Woodrow Wilson recibieron el Premio Nobel por su descubrimiento en 1965 de la radiación de fondo de microondas o CMB
- 11 de diciembre: manifestaciones multitudinarias contra el Shah en distintas ciudades de Irán.
- 18 de diciembre: El Líder Supremo de China Deng Xiaoping inició una serie de reformas políticas, un plan de apertura económica nacional y su lanzamiento a occidente conocidas como la ¨Reforma y Apertura¨
- 20 de diciembre: en Bangkok (Tailandia) culminan los VIII Juegos Asiáticos.[1]
- 22 de diciembre: en Argentina, la dictadura militar inicia la Operación Soberanía para invadir Chile (también bajo una dictadura militar), pero la mediación papal la detiene.

## Arte y literatura
- Carmen Conde ingresa en la Real Academia Española, segunda mujer en esta academia, después de María Isidra de Guzmán y de la Cerda, que su único acto allí fue la pronunciación de su discurso inaugural en 1784.
- Miguel Delibes publica El disputado voto del señor Cayo y Aventuras, venturas y desventuras de un cazador a rabo.
- Michael Ende publica Lirum Larum Willi Warum.
- Carlos Fuentes publica La cabeza de la hidra.
- Milan Kundera publica El libro de la risa y el olvido.

## Ciencia y tecnología
- Construcción del puente de Rande, puente atirantado que une ambos márgenes de la ría de Vigo.
- Fundación de la Estación Experimental Alfredo Volio Mata, de la Universidad de Costa Rica.

### Astronáutica
- 20 de mayo: lanzamiento de la sonda estadounidense Pioneer Venus a Venus.
- 28 de junio: lanzamiento del satélite estadounidense de observación marina Seasat.
- 9 de septiembre: lanzamiento de la sonda espacial soviética Venera 11 con destino Venus.
- 14 de septiembre: lanzamiento de la sonda espacial soviética Venera 12 con destino Venus.

## Cine
- 6 de enero: Coma de Michael Crichton.
- 22 de febrero: El cazador de Michael Cimino
- 5 de abril: La habitación verde de François Truffaut.
- 5 de abril: Pretty Baby de Louis Malle.
- 26 de abril: El último vals de Martin Scorsese.
- 2 de junio: Capricornio Uno de Peter Hyams.
- 5 de junio: Damien: Omen II de Don Taylor.
- 16 de junio: Grease de Randal Kleiser.
- 16 de junio: Tiburón 2 de Jeannot Szwarc.
- 28 de junio: El cielo puede esperar de Warren Beatty.
- 19 de julio: La venganza de la pantera rosa de Blake Edwards.
- 27 de julio: Desmadre a la americana de John Landis.
- 2 de agosto: Interiores de Woody Allen.
- 3 de agosto: Piraña de Joe Dante.
- 16 de agosto: Fuerza 10 de Navarone de Guy Hamilton.
- 31 de agosto: El expreso de medianoche de Alan Parker.
- 2 de septiembre: El amanecer de los muertos de George A. Romero.
- 13 de septiembre: Días del cielo de Terrence Malick.
- 15 de septiembre: Como humo se va de Lou Adler.
- 5 de octubre: Los niños del Brasil de Franklin J. Schaffner.
- 6 de octubre: Muerte en el Nilo de John Guillermin.
- 19 de octubre: Watership Down (película de 1978) de Martin Rosen.
- 4 de octubre: The Wiz de Sidney Lumet.
- 25 de octubre: Halloween de John Carpenter.met.
- 15 de noviembre: El señor de los anillos de Ralph Bakshi.
- 10 de diciembre: Superman de Richard Donner.
- 20 de diciembre: La invasión de los ultracuerpos de Philip Kaufman.
- 20 de diciembre: Duro de pelar de James Fargo.

## Deporte

### Atletismo
- XII Campeonato Europeo de Atletismo: Praga, Checoslovaquia.
  - Ganador del medallero  Unión Soviética
  - Jordi Llopart consigue la medalla de oro en la prueba de 50 km marcha.
- IX Campeonato Europeo de Atletismo en Pista Cubierta de 1978: Milán, Italia.
  - Ganador del medallero  República Democrática Alemana

### Automovilismo
- Fórmula 1:
  - Campeonato de pilotos:

  1.  Mario Andretti 64 pts.
  2.  Ronnie Peterson 51 pts.

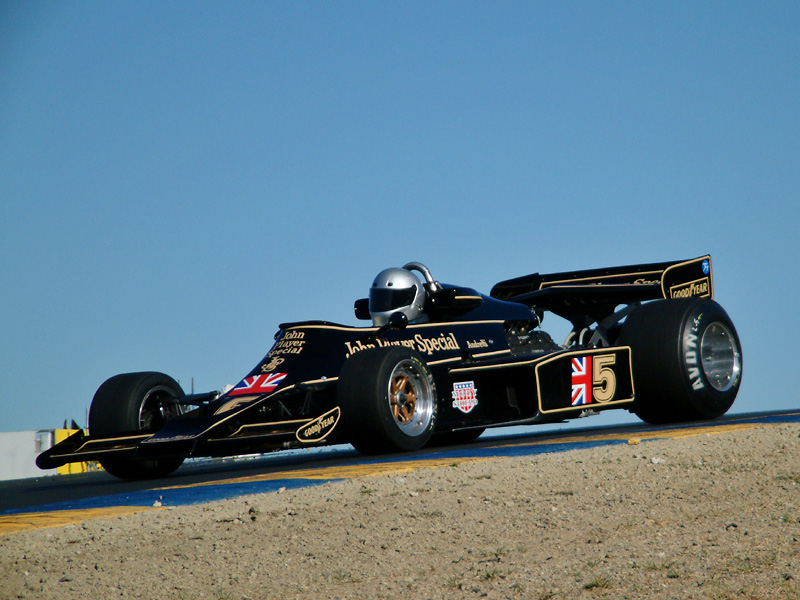
Lotus 77 Sears Point.

  3.  Carlos Reutemann 48 pts.

  - Campeonato de constructores:

  1.  Lotus-Ford 116 pts.
  2.  Brabham-Alfa Romeo 69 pts.
  3.  Ferrari 65 pts.

### Baloncesto
- Copa del Rey de Baloncesto: El F. C. Barcelona se proclama campeón.

### Ciclismo
- Tour de Francia:

1. Bernard Hinault
2. Joop Zoetemelk
3. Joaquín Agostinho

- Vuelta a España:

1. Bernard Hinault
2. José Pesarrodona
3. Jean René Bernaudeau

- Giro de Italia:

1. Johan De Muynck
2. Gianbattista Baronchelli
3. Francesco Moser

- Campeonato mundial de ciclismo en ruta:

1. Gerrie Knetemann
2. Francesco Moser
3. Jorgen Marcussen

- Milán-San Remo:  Roger De Vlaeminck
- Tour de Flandes:  Walter Godefroot
- París-Roubaix:  Francesco Moser
- Amstel Gold Race:  Jan Raas
- Lieja-Bastogne-Lieja:  Joseph Bruyère
- Campeonato de Zúrich:  Dietrich Thurau
- París-Tours:  Jan Raas
- Giro de Lombardía:  Francesco Moser
- Burdeos-París:  Herman Van Springel
- Clásica de los Puertos:  Carlos Machín
- Critérium Nacional:  Bernard Hinault
- Cuatro días de Dunkerque:  Freddy Maertens
- Dauphiné Libéré:  Michel Pollentier
- Subida a Montjuic:  Michel Pollentier
- Flecha Valona:  Michel Laurent
- Gran Premio Navarra:  Miguel María Lasa
- Clásica de Amorebieta:  Domingo Perurena
- Gante-Wevelgem:  Ferdi Van Den Haute
- Gran Premio de Plouay:  Pierre-Raymond Villemiane
- Gran Premio de las Naciones:  Bernard Hinault
- Midi Libre:  Claudio Bortolotto
- Milán-Turín:  Pierino Gavazzi
- Omloop Het Volk:  Freddy Maertens
- París-Niza:  Gerrie Knetemann
- Semana Catalana:  Enrique Cima
- Subida a Arrate:  Faustino Fernández
- Tirreno-Adriático:  Giuseppe Saronni
- Tour de Romandía:  Johan Van der Velde
- Volta a Cataluña:  Francesco Moser
- Vuelta a Aragón:  Jesús Suárez Cuevas
- Vuelta a Asturias:  Enrique Martínez Heredia
- Vuelta a La Rioja:  Francisco Galdós
- Vuelta al País Vasco:  José Antonio González Linares

### Fútbol
- Primera División de México: 27 de mayo, Tigres venció 3-1 a los Pumas de la UNAM en la temporada 1977-78.
- Copa Mundial de Fútbol de 1978: 25 de junio, Argentina logra su primera Copa Mundial de Fútbol al vencer a los Países Bajos por 3-1.
- Copa Libertadores de América: Boca Juniors se proclama campeón de la mano de Juan Carlos Lorenzo.
- Copa de Campeones de la Concacaf: Comunicaciones lo declaran como campeón junto a Universidad de Guadalajara y Defence Force.
- Torneos Metropolitano: 29 de octubre, se consagra campeón el Quilmes Atlético Club.
- Fútbol Profesional Colombiano: Millonarios vence por 11.ª vez.
- Primera División de Perú: Alianza Lima se corona bicampeón, gana así su título número 17 de su historia.
- Copa de Europa (actual Liga de Campeones de la UEFA): Liverpool FC se corona campeón de la competición derrotando al conjunto del Club Brujas de Bélgica en el legendario estadio de Wembley en Londres.
- Copa Intercontinental: No se disputó el torneo.

### Tenis
10 de julio: Martina Navratilova llega a ser la número 1 del mundo.

### Otros deportes
- Hockey sobre patines: El F. C. Barcelona se proclama campeón por tercera vez de la Copa de Europa.
- Natación: Tercera edición de los Campeonatos del Mundo de Natación en Berlín, República Democrática Alemana.

## Música

### Noticias
- En este año fue lanzada la película musical Grease (Brillantina) interpretada por Olivia Newton-John y John Travolta.[2]
- El musical Jeff Wayne's Musical Version of The War of the Worlds.[3]
- El músico, cantante, director y compositor colombiano Jairo Varela funda El Grupo Niche.[4]
- Primer Festival Celta de Ortigueira.[5]
- Se forma la banda Ratt.[6]
- Se forma la banda Dokken después de un cambio de su nombre Airborn.[7]
- Muere el baterista de The Who, Keith Moon, a la edad de 32 años.[8]
- Se celebra la primera edición de Telecogresca con la participación de Pere Tàpias y Orquestra Encantada i Tribu.[9]

### Publicaciones
- AC/DC: Powerage
- Ace Frehley: Ace Frehley
- Adalberto Santiago: La noche más linda del mundo
- Al Stewart: Time Passages
- Alan Parsons Project: Pyramid
- Andy Gibb: Shadow Dancing
- Ángela Carrasco: Amigo mío, cuenta conmigo
- Billy Joel: 52nd Street
- Black Sabbath: Never Say Die!
- Blondie: Parallel Lines
- Bob Dylan: Masterpieces
- Bob Dylan: Street Legal
- Boney M: Nightflight To Venus
- Buddy Holly: 20 Golden Greats
- Bruce Springsteen: Darkness On The Edge Of Town
- Camel: Breathless
- Camilo Sesto: Sentimientos
  - Vivir así es morir de amor
- Carpenters: Christmas Portrait
- Chabuca Granda: Tarimba Negra
- Chacalón y La Nueva Crema: Soy provinciano
- Cheap Trick: Heaven Tonight
- Chick Corea: Friends, The Mad Hatter y Secret Agent
- David Gilmour: David Gilmour
- Deep Purple: When We Rock, We Rock and When We Roll y We Roll
- Dino: Mil años
- Dire Straits: Dire Straits
- Earth, Wind & Fire: The Best of Earth, Wind & Fire, Vol. 1
- Elton John: A Single Man
- Emerson, Lake & Palmer: Love Beach
- Gene Simmons: Gene Simmons
- Genesis: And Then There Were Three
- Gloria Gaynor: I Will Survive
- Hank Williams: 40 Greatest Hits
- Héctor Lavoe: Comedia
- Ismael Miranda: Sabor, Sentimiento Y Pueblo
- Jean-Michel Jarre: Équinoxe
- Joaquín Sabina: Inventario
- José José: Volcán y Lo Pasado Pasado
- José Luis Perales: Como la lluvia fresca y Soledades (editado solo para Hispanoamérica).
- Judas Priest: Stained Class
- Judas Priest: Killing Machine/Hell Bent for Leather
- Julio Iglesias: Emociones
  - Me olvidé de vivir
- Kate Bush: The Kick Inside
- Kiss: The Originals II y Double Platinum
- Kraftwerk: Die Mensch-Maschine
- María Jiménez: Se Acabó
- Mike Oldfield: Incantations
- Módulos: Módulos y Todo tiene su fin
- Pat Metheny Group: Pat Metheny Group
- Paul Stanley: Paul Stanley
- Pedrito Fernández: La de la mochila azul
- Peter Criss: Peter Criss
- Prince: For You
- Queen: Jazz
- Richard Clayderman: A comme amour
- Richard Clayderman: Medley Concerto
- Richard Wright: Wet Dream
- Rush: Hemispheres
- Scorpions: Tokyo Tapes
- Siouxsie And The Banshees: The Scream
- Sweet: Level Headed
- Tangerine Dream: Cyclone
- Tequila: Matrícula de Honor
- The Beach Boys: M.I.U. Album
- The Clash: Give 'Em Enough Rope
- The Doors: An American Prayer
- The Police: Outlandos d'Amour
- The Ramones: Road to Ruin
- The Rolling Stones: Some Girls
- Toto: Toto
- Uriah Heep: Fallen Angel
- Van Halen: Van Halen
- Willie Colón & Rubén Blades: Siembra
  - Pedro Navaja
- Wings: Wings Greatest
- Yes: Tormato
- Yola Polastry: Pa' Rondas y Pa' Ronditas y Navidad con Yola

### Festivales
- El 22 de abril se celebra la XXIII edición del Festival de la Canción de Eurovisión en París,  Francia.
  - Ganador/a: Izhar Cohen & Alphabeta con la canción «A-Ba-Ni-Bi» representando a Israel .

## Premios

### Medalla Fields
- Pierre René Deligne, Institut des hautes études scientifiques.
- Charles Louis Fefferman, Universidad de Princeton.
- Gregori Alexandrovitch Margulis, Universidad de Moscú.
- Daniel G. Quillen, MIT.

### Premio Cervantes
- Dámaso Alonso.

### Premio Ernst von Siemens
- Rudolf Serkin.

### Premios Globo de Oro
- Mejor película: Drama: El expreso de medianoche.
- Mejor película: Comedia o musical: El cielo puede esperar.
- Mejor director: Michael Cimino por El cazador.
- Mejor actor: Drama: Jon Voight por El regreso.
- Mejor actor: Comedia o musical: Warren Beatty por El cielo puede esperar.
- Mejor actriz: Drama: Jane Fonda por El regreso.
- Mejor actriz: Comedia o musical: Ellen Burstyn por El próximo año a la misma hora compartido con Maggie Smith por California Suite.
- Mejor guion: Oliver Stone por El expreso de medianoche.
- Mejor serie: Drama: 60 Minutos
- Mejor serie: Comedia o musical: Taxi.

### Premio Nadal
- Narciso de Germán Sánchez Espeso.

### Premios Nobel
- Física: Pyotr Leonidovich Kapitsa, Arno Allan Penzias, Robert Woodrow Wilson.[10]
- Química: Peter Dennis Mitchell.[10]
- Medicina: Werner Arber, Daniel Nathans, Hamilton O. Smith.[10]
- Literatura: Isaac Bashevis Singer.[10]
- Paz: Mohamed Anwar Al-Sadat y Menájem Beguin.[10]
- Economía: Herbert Simon.[10]

### Premios Óscar
- Mejor película: El cazador.
- Mejor director: Michael Cimino por El cazador.
- Mejor actor: Jon Voight por El regreso.
- Mejor actriz: Jane Fonda por El regreso.
- Mejor actor de reparto: Christopher Walken por El cazador.
- Mejor actriz de reparto: Maggie Smith por California Suite.
- Mejor guion original: Robert Jones y Waldo Salt por El regreso.

### Premio Planeta
- Ganador: La muchacha de las bragas de oro de Juan Marsé
- Finalista: Los invitados de Alfonso Grosso.